# 帕世乍能縣
帕世乍能縣（英語：Phasi Charoen district）是泰國首都曼谷轄下的50個区之一。帕世乍能縣與其他曼谷的縣接壤，分別是：打鄰倉縣、曼谷蓮縣、曼谷艾縣、吞武里縣、宗通縣、挽汶縣和挽坑縣。
帕世乍能縣總面積17.834平方公里。根據泰國官方於2017年所作的人口調查數據顯示：居住於帕世乍能縣的總人口數量為126824人。帕世乍能縣的人口密度為每平方公里7111.36人。